# Wangčhug Dordže
Wangčhug Dordže (1556 – 1603) byl 9. karmapa školy Karma Kagjü a sepsal základní meditační texty školy.
Narodil se v tibetské provincii Kham. Podle legendy po narození pronesl: „Já jsem karmapa!“. Zanedlouho byl rozpoznán jako inkarnace Mikja Dordžeho. Mnoho cestoval po Tibetu a založil velké množství klášterů. Svou činností zasahoval i do života prostých Tibeťanů a proto byl považován i za světského vládce Tibetu.

## Citáty
- Opravdová cnost je být neoddělitelný od praxe Velké Pečeti – 9. Karmapa Wangčhung Dordže
- Pokud pohled žije pouze v našich ústech, nepřinese žádný užitek – 9. Karmapa Wangčhung Dordže
- Musíš pustit právě to, na čem lpíš.  – 9. Karmapa Wangčhung Dordže
- Když zůstanou jenom slova bez pohledu, nepřinesou žádný rozvoj. – 9. Karmapa Wangčhung Dordže
- Naše úsilí by mělo být systematické a nepřetržité, ani příliš slabé ani příliš hektické. Mělo by se podobat staré krávě, která pije vodu: na začátku zvolna a později pravidelně a nepřetržitě. – 9. Karmapa Wangčhung Dordže
- Jóginovi slouží radosti smyslů jako polím voda. – 9. Karmapa Wangčhung Dordže
- Udržovat všechny silné pocity a frustrace v šachu – to je užitek, který plyne z uklidnění mysli. – 9. Karmapa Wangčhung Dordže